# Eye to the Telescope
Az Eye to the Telescope a skót énekes-dalszerző, KT Tunstall debütáló albuma, melyet eredetileg 2004. december 13-án jelentettek meg, és újrakiadásra került 2005. január 10-én. 2005. július 19-én jelölték a 2005-ös Mercury Music Prize-ra az Egyesült Királyságban. Tunstall 2005 decemberében promotálta a lemezt az Egyesült Államokban és Kanadában. Az USA-ban 2006. február 7-én adták ki. Ezenkívül egy különleges CD/DVD-kiadás is került az amerikai polcokra 2006 szeptemberében, egy másik borítóval és bónuszszámokkal.

## Fogadtatás
Az Eye to the Telescope kritikái legnagyobb részben pozitívak voltak. Marc A. Price a PopMatterstől 7 pontot adott az albumnak a 10-ből, megjegyezve, hogy hangzása „új is és ismerős is”, mert olyan zenészek hatása érződik rajta, mint Melissa Etheridge és Fiona Apple, míg eredetiség is van benne. Stephen Thomas Erlewine az Allmusictől három csillagot adott neki ötből, egy „ígéretes, kielégítő” debütálásnak nevezve az albumot. Az Eye to the Telescope 76 pontot szerzett 100-ból a Metacriticon.

## Dalok
1. Other Side of the World
2. Another Place to Fall
3. Under the Weather
4. Black Horse and the Cherry Tree
5. Miniature Disaster
6. Silent Sea
7. Universe & U
8. False Alarm
9. Suddenly I See
10. Stoppin' the Love
11. Heal Over
12. Through the Dark

## Közreműködők
- KT Tunstall – ének, gitár, wurlitzer, zongora, harangjáték, doepfer basszus, shelltone
- Steve Osborne – shelltone, basszusgitár, gitár, ütősök
- Arnulf Lindner – basszus
- Luke Bullen – dobfelszerelés, ütősök, cajón
- Martin Terefe – billentyűsök
- Iain Burdge – cselló

## Külső hivatkozások
- KT Tunstall hivatalos honlapja
- Hivatalos Myspace
- Kritika az EST.hu-n